# Hàm lỗi

Biểu đồ hàm lỗi

Trong toán học, hàm lỗi (cũng có tên là hàm lỗi Gauss), thường ký hiệu là erf, là một hàm phức của một biến phức được định nghĩa dưới dạng:
{\displaystyle \operatorname {erf} z={\frac {2}{\sqrt {\pi }}}\int _{0}^{z}e^{-t^{2}}\,dt.}
Tích phân này là một hàm đặc biệt (không sơ cấp) và hàm sigmoid xảy ra thông thường ở xác suất, thống kê, và các phương trình vi phân riêng phần. Trong nhiều ứng dụng, đối số của hàm là số thực. Nếu đối số hàm là số thực thì giá trị hàm cũng là số thực.